# Hugel
Florent Hugel (Marseille, 4 december 1987), professioneel bekend als HUGEL, is een Franse DJ, muziekproducent en remixer. Hij kreeg aanvankelijk bekendheid door remixes voor artiesten als Kungs, J. Balvin en Charlie Puth. Later werd hij meegenomen op stadiontournee door David Guetta. Een doorbraak bij het grote publiek volgde met zijn remix van "Bella Ciao", geïnspireerd door de populaire Netflix-serie La Casa de Papel.
Met ongeveer 16 miljoen maandelijkse luisteraars op Spotify heeft Hugel internationaal succes opgebouwd, vooral in Duitsland en Nederland. Zijn recente werk kenmerkt zich door een toegankelijke stijl van latin-house, met invloeden uit mediterrane, Latijnse, oosterse en tribale muziek. Voorbeelden hiervan zijn de nummers "Morenita" en "Patadas de Ahogado". In de zomer van 2024 trad Hugel op in Ushuaïa Ibiza. Zijn single "I Adore You" bereikte onder andere de Nederlandse Top 40. 

## Biografie
HUGEL groeide op in Marseille en werd op jonge leeftijd beïnvloed door de muziekcollectie van zijn moeder, die bestond uit funk, disco en soul. Op 16-jarige leeftijd begon hij met het draaien van vinylplaten, geïnspireerd door artiesten als Carl Cox, Laurent Garnier, Daft Punk en David Guetta.

### Muzikale carrière
In 2017 werkte HUGEL samen met Robin Schulz aan de single I Believe I'm Fine, die de hitlijsten bereikte in Duitsland, Oostenrijk en Zwitserland, en in Duitsland een gouden status behaalde.  
Zijn doorbraak kwam in 2018 met zijn remix van Bella Ciao onder de naam El Profesor, die een zomerhit werd in Duitsland en platina behaalde in Duitsland, Oostenrijk en Zwitserland. In 2021 bracht hij Morenita uit, een track die het Latin house-genre verder op de kaart zette. 

### Chartprestaties

#### Nederland en België
In Nederland bereikte I Adore You in 2024 de 11e plaats in de Nederlandse Top 40 en de 16e plaats in de Single Top 100. In België bereikte de track de 4e plaats in de Ultratop 50 (Vlaanderen) en de 12e plaats in Wallonië.

#### Verenigd Koninkrijk
In het Verenigd Koninkrijk bereikte "I Adore You" de 69e plaats in de Official Singles Chart Top 100 en stond het 10 weken in de lijst.

#### Verenigde Staten
In de Verenigde Staten bereikte "I Adore You" de 8e plaats in de Billboard Hot Dance/Electronic Songs chart.

## Make The Girls Dance Records
In 2021 richtte HUGEL het platenlabel Make The Girls Dance Records op. Het label richt zich op het ontdekken van nog onbekende talenten en biedt hen een platform. Genres zoals Afro House, Latin House en housemuziek in het algemeen worden omarmd. Naast HUGEL's eigen releases biedt het label ook een podium aan artiesten zoals Tom Enzy, Mydoz, GROSSOMODDO, David Tort en Juany Bravo.
- Gemeinsame Normdatei: 116500092X
- MusicBrainz: eead7215-59da-45f5-b719-62f349ef4133
- Virtual International Authority File: 1153530913448701797
- WorldCat: E39PBJhxfXbX8V84XtDWcPGT73